# Paya Bakong (onderdistrict)
Paya Bakong  ook Pajabakong is een onderdistrict (kecamatan) in het regentschap (kabupaten) Noord-Atjeh (Aceh Utara) in de Indonesische provincie Atjeh op Sumatra.  
Keude Paya Bakong is het administratief centrum van Paya Bakong.

## Onderverdeling
Het onderdistrict Paya Bakong is in 2010 onderverdeeld in 39 plaatsen (gampongs) (desa's /kelurahan's), die een administratieve eenheid zijn.
| Plaats code | Naam kelurahan/desa, plaatsen en dorpen | Inwoners in 2010 |
| ----------- | --------------------------------------- | ---------------- |
| 001         | Blang Mane                              | 222              |
| 002         | Matang Panyang                          | 527              |
| 003         | Alue Lhok                               | 283              |
| 004         | Seuneubok Aceh                          | 215              |
| 005         | Buket Pidie                             | 102              |
| 006         | Buket Guru                              | 427              |
| 007         | Alue Bieng                              | 524              |
| 008         | Peureupok                               | 630              |
| 009         | Blang Gunci                             | 409              |
| 010         | Pante Seuleumak                         | 151              |
| 011         | Nga                                     | 530              |
| 012         | Mampree                                 | 198              |
| 013         | Tanjong Drien                           | 238              |
| 014         | Cot Tufah                               | 257              |
| 015         | Asan Seuleumak                          | 294              |
| 016         | Tgk Dibanda Tek-Tek                     | 378              |
| 017         | Simpang                                 | 233              |
| 018         | Kebun Pirak                             | 148              |
| 019         | Blang Ara                               | 282              |
| 020         | Geureughek                              | 367              |
| 021         | Blang Pante                             | 866              |
| 022         | Lueng                                   | 466              |
| 023         | Tgk Dibanda Pirak                       | 174              |
| 024         | Glumpang Pirak                          | 161              |
| 025         | Blang Sialet                            | 292              |
| 026         | Blang Paku                              | 219              |
| 027         | Blang Dalam                             | 257              |
| 028         | Meuria Seuleumak                        | 266              |
| 029         | Leuhong                                 | 372              |
| 030         | Tanjong Beurunyong                      | 257              |
| 031         | Keude Paya Bakong                       | 651              |
| 032         | Ceumpeudak                              | 346              |
| 033         | Paya Meudru                             | 281              |
| 034         | Meunye Seuleumak                        | 300              |
| 035         | Alue Leukot                             | 146              |
| 036         | Pucok Alue Seuleumak                    | 286              |
| 037         | Jok                                     | 168              |
| 038         | Tunong Krueng                           | 282              |
| 039         | Tumpok Mesjid                           | 485              |

Baktiya ·  Banda Baro · Cot Girek · Dewantara · Geureudong Pase · Kuta Makmur · Langkahan · Lapang ·  Lhoksukon · Matangkuli · Meurah Mulia · Muara Batu · Nibong · Nisam · Nisam Antara · Paya Bakong · Pirak Timu · Samudera · Sawang · Seunudon · Simpang Keramat · Syamtalira Aron · Syamtalira Bayu · Tanah Jambo Aye · Tanah Luas · Tanah Pasir · West Baktiya (Baktiya Barat)